# 名古屋市立上社中学校
名古屋市立上社中学校（なごやしりつかみやしろちゅうがっこう）は、愛知県名古屋市名東区社が丘四丁目の公立中学校。

## 沿革
- 1985年（昭和60年）4月1日 - 名古屋市立上社中学校として設立される[2]。

## 校歌
作詞平野吉昭、作曲黛敏郎

## 部活動
- ソフトテニス部（女子）[3]
- 野球部（男女）[3]
- バスケットボール部（男子・女子）[3]
- 伝承芸能部[3]
- 奉仕部

## 通学区域
- 名古屋市立上社小学校学区を通学区域として設定している[4]。

## アクセス
- 名古屋市営地下鉄東山線本郷駅下車徒歩約15分[5]